# Astronomia estelar
Astronomia estelar é o estudo das estrelas e da evolução estelar e é fundamental para o entendimento do universo. A astrofísica das estrelas tem sido determinada através de observação, entendimento teórico e por simulações em computador. O único dado que somos capazes de coletar dos astros é a radiação que eles emitem até nós. Utilizando de técnicas avançadas, conseguimos determinar massa, temperatura, composição, idade e várias outras características físicas da estrela apenas com a luz que chega dela até nós.

## Formação e evolução estelar
A formação estelar ocorre em regiões densas de poeira e gás (hidrogênio basicamente). Quando desestabilizada, fragmentos da nuvem podem colapsar sob influência de gravidade e formar uma proto-estrela. Na medida em que a pressão se propaga pela nuvem, partes dela vão esquentando e se condensando, formando núcleos densos e de alta pressão. Quando a temperatura no núcleo atinge os 10 milhões de Kelvin, são disparados os processos de fusão nuclear, de hidrogênio em deutério e de deutério em hélio. Esses processos liberam energia e pressão suficiente para segurar o colapso gravitacional da nuvem em torno dos núcleos, formando o que chamamos de protoestrelas. A protoestrela já é considerada uma estrela, na fase de sequência principal.
Quando o hidrogênio acaba, a estrela volta a colapsar pela gravidade, esmagando o núcleo e aumentando sua temperatura mais uma vez. Se a estrela possuir massa superior a meia massa solar, a temperatura no núcleo atinge os 100 milhões de Kelvin e o hélio formado passa a se fundir em carbono e a estrela expande suas camadas exteriores, aumentando expressivamente o raio da estrela. A estrela entra na fase de Gigante-Vermelha, que dura muito menos tempo que a fase de Sequência-Principal. Depois disso, quando o hélio acaba, o núcleo colapsa e ejeta suas camadas externas, que se tornarão uma nebulosa planetária enquanto o núcleo se torna uma anã branca de carbono. Anãs brancas são o que sobra de estrelas mortas, corpos de carbono com massa bem menor que a da estrela que a originou, massa essa incapaz de causar um colapso gravitacional. A radiação que ela emite é originada de sua própria temperatura, que irá cessar depois que a estrela esfriar e entrar em equilíbrio térmico com o ambiente.
Estrelas supermassivas (com massas superiores a 8 massas solares) são capazes de atingir os 300 milhões de Kelvin no núcleo e iniciar a fusão do carbono em oxigênio e neônio. A 1 bilhão de Kelvin, produzem silício, depois enxofre, argônio, cálcio, titânio e cromo. Depois, quando o núcleo atinge 4,5 bilhões de Kelvin, ele começa a produzir ferro. A fusão de ferro não libera mais energia, e sim absorve. Então, ao invés de impedir o colapso gravitacional, ele o acelera. A partir disso, em alguns milissegundos a estrela colapsa e a pressão sobe numa altíssima velocidade, ultrapassando até mesmo o limite das anãs brancas. A pressão e o choque destroem a estrela numa violenta supernova, que ejeta toda a matéria da estrela a velocidades altíssimas. Durante a supernova, a estrela consegue continuar fundindo elementos cada vez mais pesados, fundindo até o urânio e espalhando tudo pelo espaço na explosão. O núcleo super denso não se torna uma anã branca. Os elétrons que desabaram se fundem com os prótons e viram nêutrons, fazendo uma estrela de nêutrons, que possuem massa pouco maior que uma massa solar e raio de aproximadamente 20 km. Caso a estrela de nêutrons tenha massa superior a 2,5 massas solares, então o colapso não cessa e a estrela continua se comprimindo até se tornar um buraco negro.

## Astrofísica
As reações nucleares produzem energia térmica suficiente para conter o colapso gravitacional e para manter a temperatura da estrela, que irradia luz e calor da superfície constantemente. Decompondo a luz das estrelas, vemos que seu espectro obedece o espectro de um corpo negro, o que faz sentido se levarmos em conta que a estrela é um gás a tal temperatura e pressão que não deixa nem os fótons da núcleo e da camada radiativa escaparem. Ou seja, as estrelas absorvem toda a radiação que chega até elas, não refletem nem refratam. A luz das estrelas é então proveniente de sua própria radiação, sendo que elas são praticamente corpos negros (seu espectro também apresenta linhas de absorção).
Da lei de Stefan-Boltzmann, sabemos que:
{\displaystyle F=\sigma \cdot T^{4}}, onde F é o fluxo na superfície da estrela, T é a temperatura da superfície estrela e σ é a constante de Stefan-Boltzmann.
Da equação do fluxo,
{\displaystyle F={\frac {L}{4\pi d^{2}}}}. Com d=R, teremos o fluxo da superfície na estrela, tendo então:
{\displaystyle \sigma T^{4}={\frac {L}{4\pi R^{2}}}}
{\displaystyle L=4\pi \sigma \cdot R^{2}T^{4}}
Essa é uma importante relação da luminosidade da estrela em função do raio e da temperatura da superfície. Sabemos que a temperatura da superfície é bem menor que a do núcleo, já que a superfície perde calor pro ambiente por radiação e o núcleo gera calor com as reações. Podemos calcular a temperatura na superfície também através da radiação que chega delas até nós, através da lei de Wien:
Da distribuição de Planck, temos que:
{\displaystyle I_{T}(\lambda )={\frac {2hc^{2}}{\lambda ^{5}}}\cdot {\frac {1}{e^{\frac {hc}{\lambda kT}}-1}}}
Derivando em λ e igualando a zero, teremos uma relação entre temperatura e comprimento de onda do pico de emissão.
{\displaystyle 0=-{\frac {10hc^{2}}{\lambda ^{6}}}\cdot {\frac {1}{e^{\frac {hc}{\lambda kT}}-1}}+{\frac {2h^{2}c^{3}}{\lambda ^{7}kT}}\cdot {\frac {e^{\frac {hc}{\lambda kT}}}{(e^{\frac {hc}{\lambda kT}}-1)^{2}}}}
{\displaystyle 5={\frac {hc}{\lambda kT}}\cdot {\frac {e^{\frac {hc}{\lambda kT}}}{(e^{\frac {hc}{\lambda kT}}-1)}}}
Fazendo {\displaystyle x={\frac {hc}{\lambda kT}}},
{\displaystyle 5\cdot (e^{x}-1)=xe^{x}}
{\displaystyle x=5\cdot (1-e^{-x})}
{\displaystyle e^{-x}+{\frac {x}{5}}=1}
Observando essa equação, podemos ver que para x=5, encontraríamos um resultado próximo do real, já que {\displaystyle e^{-5}\approx 0}. Então, podemos utilizar um polinômio de Taylor em 5, do segundo grau para uma boa aproximação do valor de x, que dá em torno de 4,965. Com esse resultado, teríamos que
{\displaystyle x={\frac {hc}{\lambda kT}}}
{\displaystyle \lambda T={\frac {hc}{xk}}}
{\displaystyle \lambda T=2,898\times 10^{-3}K\cdot m}
Que é a lei de Wien, descoberta empiricamente por Wilhelm Wien e demonstrada matematicamente mais tarde com a distribuição de Planck. Ela é uma simples relação entre a temperatura da superfície (T) e o comprimento de onda do pico de emissão (λ). Como o pico de emissão da maioria das estrelas está no visível, fica bem fácil achar o pico e calcular a temperatura da superfície com isso.
Achar a luminosidade da estrela já é possível também de uma maneira bem simples. Separando a luz da estrela, podemos medir o fluxo e, sabendo a distância, sabemos o fluxo. O fluxo é a relação de luminosidade que nos atinge por área atingida. Estrelas com maior luminosidade são as mais brilhantes aos nossos olhos.
{\displaystyle L=4\pi d^{2}\cdot F}, sendo L a luminosidade, F o fluxo e d a distância da estrela.
Para medir a distância, temos vários métodos para diferentes casos. O principal, é o método da paralaxe. Observando a posição de uma estrela nas coordenadas da esfera celeste durante um ano, observa-se que ela oscila num minúsculo ângulo. Isso ocorre devido ao movimento da terra em torno do Sol, fazendo com que nossa posição em relação a estrela mude. Esse ângulo é chamado de ângulo de paralaxe. Medindo-o e usando de trigonometria básica, temos que:
{\displaystyle d={\frac {r}{\tan {p}}}}, sendo d a distância a ser medida, p o ângulo de paralaxe e r a distância Terra-Sol.
Geralmente, os ângulos de paralaxe são minúsculos, da ordem de décimos de segundo. Ângulos pequenos assim tem a propriedade de seu valor em radianos se aproximar bastante da tangente e do seno, então como uma boa aproximação, podemos escrever, numericamente que:
{\displaystyle d(UA)={\frac {1}{p(rad)}}}, sendo a distância em UA (unidades astronômicas) e o ângulo em radianos.
Como os ângulos são medidos todos em segundos, foi definido a unidade de distância o parsec. O parsec é definido como sendo a distância que um astro estaria de nós quando seu ângulo de paralaxe fosse igual a 1 segundo. Levando em conta a relação acima e que 1"=π/648000 rad, temos que
{\displaystyle d(UA)={\frac {1}{1''}}={\frac {1}{\frac {\pi }{648000}}}={\frac {648000}{\pi }}=206265}, o que equivale a distância de 1pc em UA.
Ou seja, no geral, o parsec (pc) pode ser calculado com a mesma regra dos radianos e unidades astronômicas, com a adaptação:
{\displaystyle d(pc)={\frac {1}{p('')}}}
Há casos onde o objeto que queremos medir está muito distante e a paralaxe não pode ser medida com nossos telescópios. Para esses casos, usa-se de outros métodos, como o das estrelas variáveis. Estrelas variáveis são estrelas de brilho variável. Medindo o período de variação de seu brilho, pode-se achar a luminosidade da estrela, o que nos dá a distância já que sabemos medir o fluxo. Objetos como aglomerados e galáxias distantes possuem geralmente algumas estrelas variáveis. Assim, podemos calcular a distância do aglomerado ou da galáxia inteira com uma única estrela variável. Tendo a distância, conseguimos a luminosidade. Com a luminosidade e a temperatura (obtida com a Lei de Wien), podemos encontrar o raio da estrela com a relação luminosidade-raio-temperatura. Tendo essas informações, dá para determinar a atual fase em que a estrela tá e até estimar sua massa e tempo de vida. Sabemos que o tempo de vida depende de quanto combustível ela tem para gastar e de quanto combustível ela gasta a cada segundo (luminosidade). Sabemos que a o combustível é proporcional a massa, mas a luminosidade aumenta mais ainda com a massa, então temos que quanto maior a massa, menor o tempo de vida. A relação luminosidade-massa é:
{\displaystyle L\propto M^{P}}, sendo esse P uma constante que também depende da massa: P=2,5 para estrelas de massa inferior a meia massa solar, P=4 para estrelas de massa entre 0,5 e 3 massas solares e P=3 para estrelas de massa superior a 3 massas solares.
Sabendo disso, pode-se estimar a massa e o tempo de vida das estrelas apenas calculando sua luminosidade.

## Classificação
Existem dois tipos de classificações: A classificação espectral de Harvard e a classificação de Luminosidade. Depois de algumas descobertas e por outros motivos, a classificação espectral (que antes classificava as estrelas quanto ao espectro de emissão) passou a classifica-las quanto a sua temperatura de superfície.
Classificação espectral:
- O - Temperatura entre 40 000 a 20 000 kelvins e são azuis. Mintaka e Alnitak, por exemplo.
- B - Temperatura entre 20 000 a 10 000 kelvins, são branco-azuladas. Rigel e Spica são desse tipo.
- A - Temperatura entre 10 000 a 7500 kelvins, sendo brancas. Sirius e Vega são classe A.
- F - Temperatura entre 7500 a 6000 kelvins, de cor branco-amarelada. Canopus e Procyon são assim.
- G - Temperatura entre 6000 a 5000 kelvins, de cor amarela. O Sol e Capella são desse tipo.
- K - Temperatura entre 5000 a 3500 kelvins, de cor alaranjada. Arcturus e Aldebaran são desse tipo.
- M - Temperatura entre 3500 a 2000 kelvins, de cor vermelha. Betelgeuse e Antares.

Além disso, ainda classificam cada classe dessa com um número de 0 a 9. Assim, as estrelas se podem ser do tipo O1, O2, ..., O9, B0 e etc.
Quanto a classificação de luminosidade, temos em ordem:
I – As Supergigantes
As supergigantes são estrelas muito massivas e luminosas perto do fim de suas vidas. Estas estrelas são muito raras. Cerca de uma em um milhão de estrelas é uma supergigante. A supergigante mais próxima é a estrela Canopus, na constelação de Carina, distante 310 anos-luz. Outros exemplos são Betelgeuse e Rigel em Órion e, Antares na constelação do Escorpião. Dividem-se em
Ia – supergigantes mais brilhantes;
Ib – supergigantes.
II – Gigantes luminosas
São estrelas que possuem a sua luminosidade entre as estrelas supergigantes e as gigantes. Como exemplos podemos citar Sargas em constelação de Escorpião e Alphard na constelação da Hidra.
III – Gigantes
Estas estrelas compõem um grupo onde no fim das suas vidas têm pouca massa, mas que expandiram o seu envelope para se transformarem numa estrela gigante. Esta categoria também inclui estrelas de grande massa, que estão evoluindo para a categoria de supergigantes. Como exemplos citamos Arcturus no Boeiro e Aldebaran na constelação do Touro.
IV – Subgigantes
São estrelas que começaram a evoluir para a categoria de gigantes ou supergigantes. Como exemplo temos Alnair no Grou, Muphrid no Boeiro e Procyon na constelação do Cão Menor.
V – Sequência principal
Estrelas normais, tipo Sol, que estão ainda na fase de “queima” do hidrogénio. As estrelas gastam a maior parte das suas vidas nesta categoria antes de evoluir. As estrelas da classe O e B nesta categoria são muito brilhantes e luminosas e, geralmente, mais brilhantes do que a maioria das estrelas gigantes. Dentre muito exemplos, citamos Sírius na constelação de Cão Maior, que é a estrela mais brilhante visível à vista desarmada, Centauri em constelação de Centauro e Vega, na constelação da Lira.
VI - Sub anãs
São estrelas menores que se formam de nuvens de baixa massa
VII - Anãs
São estrelas que geralmente são restos de estrelas mortas (como anãs brancas) ou estrelas incompletas (anãs marrons).
O código vem geralmente combinado, por exemplo: o Sol é uma estrela G2V (classificando-a como G2 na classificação de temperatura e como V na de luminosidade) e Aldebaran é K5III (K5 na temperatura e III na de luminosidade).